# The Unknown
The Unknown är en amerikansk stumfilm från 1927 regisserad av Tod Browning med Lon Chaney i huvudrollen. Det var den sjätte filmen där Browning och Chaney samarbetade.

## Handling
Alonzo är en brottsling på flykt undan polisen, för att gömma sig har han förklätt sig till en armlös cirkusartist och uppträder bland annat som knivkastare. Han spänner fast sina armar vid sidan av kroppen för att dölja dem och det faktum att han har två tummar på ena handen. Alonzo blir förälskad i sin assistent Estrellita som är rädd för mäns beröring. 
Cirkusdirektören, som också är Estrellitas far, upptäcker att Alonzo har armar och blir mördad av honom. Estrellita ser mordet men inte mördarens ansikte, däremot lägger hon märke till hans missbildade hand. För att inte kunna identifieras som mördaren och med förhoppning om att han skall bli den perfekta partnern åt Estrellita väljer Alonzo att utpressa en läkare som amputerar hans armar. När han läkt och återvänder till cirkusen finner han till sin fasa att Estrellita kommit över sin rädsla och blivit kär i cirkusens starke man Malabar och att de två är förlovade. Alonzo försöker mörda Malabar men förlorar sitt eget liv.

## Medverkande
| Lon Chaney    | – Alonzo     |
| Norman Kerry  | – Malabar    |
| Joan Crawford | – Estrellita |
| Nick De Ruiz  | – Zanzi      |
| John George   | – Cojo       |
| Frank Lanning | – Costra     |

## Om filmen
Cirkustemat låg Browning varmt om hjärtat sedan barndomen. Han skrev den ursprungliga berättelsen som sedan Waldemar Young utvecklade manuset ifrån. Filmens ursprungliga titel var Armless Alonzo.
The Unknown ansågs länge vara en förlorad film, den sista bevarade kopian återfanns under tidigt 1970-tal i La Cinemathéque françaises samlingar. Mindre delar av filmen saknades men större delen är intakt och handlingen är inte märkbart påverkad.